# Animali metropolitani
Animali metropolitani è un film del 1988 diretto da Steno.
Si tratta dell'ultimo film diretto da Steno.

## Trama
Nell'anno 3300, la stirpe degli esseri umani è stata rimpiazzata da una nuova specie di scimmie dotate di una notevole intelligenza e un loro gruppo di ricerca trova un vecchio filmato del 1987 in cui tre ricercatori umani (due uomini e una donna) spiegano le possibili cause che abbiano portato all'attuale mutazione.
Durante la visione del filmato, si notano i ricercatori che per apprendere da vicino le cause che stanno portando l'umanità verso un malsano modo di vivere, filmano e documentano vari episodi reali che trattano di efferatezza, maleducazione, opportunismo e inciviltà nella città di Roma degli anni '80 del XX secolo.
Alla fine del loro reportage, gli stessi ricercatori saranno, per certi versi, "contagiati" dalle maniere inurbane degli abitanti dopo essere scampati alle peripezie, in fuga verso il loro viaggio di ritorno.